# Левантийски арабски език
Левантийският арабски или левантийският диалект (араб.: اللهجة الشامية, aл-лахжа аш-шамия или само شامي, шaами; на левантийски арабски: ел-лахже еш-шамиййе), е широко разпространен диалект на арабския език, говорен по източносредиземноморската крайбрежна ивица. Той е считан за един от петте основни разновидности на арабския. В рамките на общия статус на диглосия в арабския свят, левантийският се използва за ежедневна употреба, докато повечето в официалните документи и медията се използва стандартният арабски, наречен още Фусхa. Част е от Източния арабски, който включва месопотамски арабски, както и диалектите от Залива.
Въз основа на критерия за взаимна разбираемост, левантийският може да се разглежда като самостоятелен език (с различни варианти или диалекти), за разлика от други членове на семейството на арабски език, като египетски арабски, магребски арабски, месопотамски арабски или заливски арабски, по същия начин, както френският, италианският, испанският и португалският са произлезли от латинския, но са отделни езици в рамките на семейството на романските езици.

## Особености

### Местоположение
Левантийски арабски език се говори в плодородната ивица по източните брегове на Средиземно море в Палестина, Ливан, Сирия и Йордания.

### Основни характеристики
Най-отличителната черта на левантийския арабски е вероятно моделът за ударение, който остава най-близък до този в класическия арабски, отколкото останалите диалекти. Важна особеност е произношението на буквата каф, която е обеззвучена, освен в най-южната част (Газа, Беер Шева, Карак). Друга отличителна черта е използването на представката б- (بــ) в сегашно време, за да се прави разлика между изявителното и подчинителното наклонение.

### Градски левантийски
Градските варианти са значително по-еднородни, в сравнение с промените, които настъпват в селските райони. Тази еднородност вероятно е наследена от търговската мрежа между градовете в Османската империя.

## Граматика

### Морфология

#### Лични местоимения
В левантийския арабски личните местоимения могат да имат от осем до дванадесет форми, в зависимост от различните локационни и социални фактори. Второ и трето лице се различават по пол. Повечето от вариантите на този диалект са изгубили двойните форми.
| Лице               | Обща форма | Арабски |
| ------------------ | ---------- | ------- |
| 1 л. ед.ч. Аз      | 'ана       | أنا     |
| 2 л. ед. ч. мж. ти | 'инте      | انتَ     |
| 2 л. ед. ч. ж.     | 'инти      | انتِ     |
| 3 л. ед. ч. мж.    | 'хууе      | هو      |
| 3 л. ед. ч. ж.     | 'хийе      | هي      |
| 1 л. мн.ч.         | 'нихна     | نحن     |
| 2 л. мн.ч. мж.     | 'инту      | انتم    |
| 2 л. мн.ч. ж.      | 'интин     | انتن    |
| 3 л. мн.ч. мж.     | 'хумме     | هم      |
| 3 л. мн.ч. ж.      | 'хинне     | هن      |